# 九州電力アーティサンズ
九州電力アーティサンズ（きゅうしゅうでんりょくアーティサンズ）は、福岡県福岡市に本拠地を置き、SB1リーグに加盟する社会人バスケットボールの企業チームである。運営母体は九州電力。

## 概略
「アーティサンズ」は「職人」を意味する英語。
2007年に全日本実業団選手権と全日本社会人選手権でともに優勝を果たした、九州のみならず日本の実業団における強豪として君臨している。

## 成績
*順位欄()内数字は参加チーム数
*CS:全日本社会人バスケットボール地域リーグチャンピオンシップ
| 年度 | リーグ       | 勝 | 敗 | 順位   | CS           | 備考 |
| 2018 | 中四国・九州 | 8  | 0  | 1位(8) | 予選敗退     |      |
| 2019 | 中四国・九州 | 11 | 1  | 1位(7) | 準々決勝敗退 |      |
| 2020 | 中四国・九州 | 6  | 1  | 2位(8) | 準々決勝敗退 |      |

## 主な所属選手
- 中川直之
- 山口健太郎